# 適情雅趣
《適情雅趣》，中國象棋棋譜，明朝金陵人士徐芝編著，會稽人士陳學禮校正，出版於隆庆四年（西元1570年）。
其它古谱多伴偏重一个方面，但《適情雅趣》是本大全。全书十卷，一般版本為共550局，象棋的开中残局三个阶段的内容都兼而有之，编排科学，由浅入深，循序渐进，先是各具典型的中残局，然后是开局和全局，並收錄《金鹏十八变》，頗為實用。